# ホット・スポット (映画)
『ホット・スポット』（原題：The Hot Spot）は、1990年製作のアメリカ映画。デニス・ホッパー監督。

## あらすじ
流れ者のハリー・マドックスがテキサス州の田舎町で中古車販売員の仕事に就く。暑い夏のさなか、ハリーはその販売店の従業員であるグロリア・ハーパーに関心を抱くようになる。一方で販売店経営者の妻であるドリー・ハーショーに誘惑され、情熱的な関係を持つ。彼女は、刹那的な関係で終わろうとするハリーの気を引くため、グロリアと同じ靴を履いたり、度々ハリーにつきまとう。
銀行の行員が全員消防団員であることを知ったハリーは、彼らを銀行からおびき出すために火事を起こす。行員が出動したすきにハリーは銀行強盗を行うが、火事で身動きが取れなくなった男性を救出するために、燃えさかる建物に突入せざるを得なくなる。町の保安官はハリーに嫌疑をかけるが、ドリーの偽証言でアリバイができ、ドリーは夫（ジョージ）を殺さなければばらすとハリーを脅す。
グロリアと関係を深めるハリーは、彼女からフランク・サットンに脅されていることを打ち明けられる。サットンは、グロリアと姉妹のような関係であったアイリーン・デイヴィーを自殺に追い込んだばかりか、アイリーンとグロリアが裸で写っている写真を利用して脅し、グロリアに横領させるなどの搾取をしていた。グロリアを想うハリーは、サットンに暴行を加え脅迫する。ドリーはハリーと会いたがるが、グロリアと恋仲になっているハリーは彼女を拒否する。ドリーは自ら心臓の弱い夫をベッドに誘い、興奮させて殺害する。
ハリーの前にサットンが再び現れ、彼の犯罪を知っているかのように振る舞い金を要求、グロリアへのゆすりも続けていた。ハリーは銀行強盗で得た金を持ってサットンの家に赴き、そこで逃げてゆく女性と裸のサットンを目撃する。グロリアの履いているものと同じ靴を見つけたハリーは我を忘れ、もみ合いの末にサットンを殺す。そして、グロリアの物と思われる靴を捨てる。
ハリーはサットン殺害から自身への疑いの目を背けさせるための証拠を仕込み、警察には無職で資産も乏しいサットンが最近新車を現金で購入したと告げ、サットンが銀行強盗をしたと思わせる。その情報を提供して警察が強盗を「解決」するのに協力したとしてハリーは大金を手にする。ハリーはグロリアと結婚してカリブ海の島に連れて行く計画を立てる。
ハリーとグロリアは、ドリーからの電話で彼女の夫が死亡したことを告げられ、社長宅に向かう。ハリーはグロリアがいつもの靴を履いていることに気づく。2人を家に招き入れたドリーは、自身が死亡した際に開封される文書の写しをハリーに示す。文書には銀行強盗とサットンの死に関するハリーの関与をほのめかす内容が記されていた。グロリアにはハリーとの関係を告白し、ハリーの計画を台無しにする。失意のグロリアはハリーを残して去っていく。サットンを殺した夜、逃げ去った女はドリーであり、銀行強盗の件をサットンに話したのも彼女であると確信するハリー。激昂しドリーの首を絞めるが、殺すことができない。彼はドリーとの生活に身を任せて、彼女とともに町を去る。

## キャスト
| 役名           | 俳優                           | 日本語吹替                                                                     | 日本語吹替                                                   |
| 役名           | 俳優                           | VHS版                                                                          | テレビ東京版                                                 |
| -------------- | ------------------------------ | ------------------------------------------------------------------------------ | ------------------------------------------------------------ |
| ハリー         | ドン・ジョンソン               | 小川真司                                                                       | 磯部勉                                                       |
| ドリー         | ヴァージニア・マドセン         | 弥永和子                                                                       | 小山茉美                                                     |
| グロリア       | ジェニファー・コネリー         | 松井菜桜子                                                                     | 井上喜久子                                                   |
| サットン       | ウィリアム・サドラー           | 千田光男                                                                       | 大塚芳忠                                                     |
| ジョージ       | ジェリー・ハーディン           | 池田勝                                                                         | 阪脩                                                         |
| ロン           | チャールズ・マーティン・スミス | 緒方賢一                                                                       | 牛山茂                                                       |
| その他         |                                | 小室正幸 辻つとむ 小島敏彦 宮沢元 島美弥子 磯辺万沙子 伊藤和晃 成田剣 後藤久美 | 塚田正昭 宝亀克寿 藤本譲 仲野裕 秋元羊介 寺内よりえ 長島雄一 |
|                |                                |                                                                                |                                                              |
| 演出           |                                | 松川陸                                                                         | 高橋剛                                                       |
| 翻訳           |                                | 古田由紀子                                                                     | 岩本令                                                       |
| 調整           |                                | 兼子芳博                                                                       | 栗林秀年                                                     |
| 効果           |                                |                                                                                | リレーション                                                 |
| プロデューサー |                                | 吉岡美恵子 岩見純一                                                            |                                                              |
| 制作           |                                | ACクリエイト                                                                   | 東北新社                                                     |
| 初回放送       |                                |                                                                                | 1996年8月22日 『木曜洋画劇場』                               |